# Vinyl (série télévisée)
Pour l’article homonyme, voir Vinyl.
Pour l’article ayant un titre homophone, voir Vinyle.
Vinyl (ou Vinyle au Québec) est une série télévisée américaine en un pilote de 112 minutes et neuf épisodes de 60 minutes créée par Martin Scorsese, Mick Jagger, Rich Cohen et Terence Winter, diffusée entre le 14 février 2016 et le 17 avril 2016 sur HBO et au Canada sur HBO Canada.
La série a été diffusée en version originale sous titrée du 15 février 2016 au 18 avril 2016 en France sur OCS City, en Suisse, sur RTS Un, et en Belgique sur BeTV. Elle a été diffusée en version française du 26 avril 2016 au 28 juin 2016 au Québec sur Super Écran et en France du 18 juin 2016 au 16 juillet 2016 sur OCS City et rediffusée du 6 juillet 2017 au 3 août 2017sur Canal+.

## Synopsis
Dans les années 1970, Richie Finestra est un producteur de musique. Alors qu'il traverse sa crise de la quarantaine, il tente de faire renaître de ses cendres son label, en dénichant de nouveaux artistes et de nouveaux styles.

## Distribution

### Acteurs principaux
- Bobby Cannavale (VF : Emmanuel Jacomy) : Richie Finestra
- Olivia Wilde (VF : Barbara Beretta) : Devon Finestra
- Ray Romano (VF : Antoine Nouel) : Zak Yankovich
- Ato Essandoh (VF : Jean-Baptiste Anoumon) : Lester Grimes
- Max Casella (VF : Michel Mella) : Julian « Julie » Silver
- P. J. Byrne (VF : Christophe Lemoine) : Scott Leavitt
- J. C. MacKenzie (en) (VF : Thierry Ragueneau) : Skip Fontaine
- Birgitte Hjort Sørensen (VF : Marjorie Frantz) : Ingrid
- Juno Temple  (VF : Camille Donda) : Jamie Vine
- Jack Quaid  (VF : Fabrice Trojani) : Clark Morelle
- James Jagger  (VF : Valentin Merlet) : Kip Stevens
- Paul Ben-Victor (VF : José Luccioni) : Maury Gold

### Acteurs récurrents
- Susan Heyward (VF : Fily Keita) : Cece Matthews
- Emily Tremaine (VF : Olivia Luccioni) : Heather
- Griffin Newman (en)  (VF : Gabriel Bismuth-Bienaimé) : Casper
- Annie Parisse (VF : Déborah Perret) : Andrea "Andie" Zito
- John Cameron Mitchell (VF : Hervé Rey) : Andy Warhol
- Andrew Dice Clay (en) : Frank « Buck » Rogers
- Bo Dietl (en) (VF : Jacques Bouanich) : Joe Corso
- Lena Olin : Madame Fineman
- Robert Funaro (en) : Tony Del Greco
- Joe Caniano (VF : Jean-Luc Atlan) : Leo
- Val Emmich (en) (VF : Stanislas Forlani) : Alex
- Christian Peslak : David Johansen (jeune)
- Ephraim Sykes  (VF : Jean-Michel Vaubien) : Marvin
- Michael Drayer : l'inspecteur Renk
- Douglas Smith : Gary / Xavier
- Ian Hart : Peter Grant
- Noah Bean : David Bowie
- Gene Jones : le colonel Parker

- Version française
  - Société de doublage : Studio Chinkel
  - Direction artistique : José Luccioni
  - Adaptation des dialogues : Cécile Favre, Stéphane Guissant et Xavier Hussenet

 Source et légende : version française (VF) sur RS Doublage et Doublage Séries Database

## Production

### Développement
Le 22 juin 2010, HBO annonce le développement de projet de série de Martin Scorsese, Mick Jagger et Terence Winter sur le thème du business du Rock 'n' roll, durant les années 1970.
Le 2 décembre 2014, HBO annonce la commande de série, soit quatre ans après le démarrage du projet.
Le 29 octobre 2015, HBO dévoile la date de lancement de la série au 14 février 2016.
Le pilote a couté 30 millions de dollars.
Le 18 février 2016, la série est renouvelée pour une deuxième saison, mais HBO revient sur sa décision le 22 juin 2016 en annulant la série.

### Fiche technique
- Titre : Vinyl
- Création : Terence Winter
- Réalisation : Martin Scorsese (pilote), Allen Coulter, Mark Romanek
- Scénario : Rich Cohen (pilote), Mick Jagger (pilote), Martin Scorsese (pilote), Terence Winter
- Musique :
- Production :
- Société de production : Paramount Television, Jagged Productions, Sikelia Productions et Cold Front Productions
- Langue originale : anglais
- Pays d'origine :  États-Unis
- Chaîne d'origine : HBO
- Date de la première diffusion : 14 février 2016
- Nombre d'épisodes : 10
- Durée des épisodes : 60 minutes ; 112 minutes pour le pilote

## Épisodes
1. Pilot
2. La journée d'hier recommence (Yesterday Once More)
3. Murmures secrets (Whispered Secrets)
4. La raquette (The Racket)
5. Hier raciste fini (He in Racist Fire)
6. Cyclone (Cyclone)
7. Le King et moi (The King and I)
8. Mi la si (E.A.B)
9. La reine du rock and roll (Rock and Roll Queen)
10. Alibi (Alibi)

## Accueil

### Réception critique
La première saison est accueillie de façon positive par la critique. L'agrégateur de critiques Metacritic lui accorde une note de 71 sur 100, basée sur la moyenne de 39 critiques. Sur le site Rotten Tomatoes, elle obtient une note moyenne de 77 %, sur la base de 62 critiques.
Pierre Langlais pour Télérama note à propos du premier épisode qu'il est rare « que l’on tombe sur deux heures de fiction télé aussi virtuoses, aussi brillamment écrites, mises en scène et interprétées » mais émet des réserves quant à l'intérêt de la série sur la durée.
Néanmoins, l'intérêt de la critique semble insuffisant par rapport aux attentes de HBO.

## Produits dérivés

### Sorties DVD
| Intitulé du coffret                | Nombre d'épisodes | Dates de sortie     | Dates de sortie | Nombre de disques | Société de distribution |
| Intitulé du coffret                | Nombre d'épisodes | États-Unis (Zone 1) | France (Zone 2) | Nombre de disques | Société de distribution |
| ---------------------------------- | ----------------- | ------------------- | --------------- | ----------------- | ----------------------- |
| Vinyl - L’Intégrale de la saison 1 | 10                | 7 juin 2016         | 17 août 2016    | 4                 | Warner Home Video       |